# Тана (казахский род)
Тана (каз. тана) — казахский род в составе родовой группы байулы Младшего жуза. Байулы в свою очередь входят в состав крупного родоплеменного объединения алшын.

## Этноним
М. Т. Тынышпаев писал, что древнее название Азовского моря и города Азов (см. Тана), а также название Дона (см. Танаис (река), Танаис (город)) напоминают имя казахского рода тана.
Р. Г. Кузеев названия тана, тама, тамьян возводил к монгольскому этнониму тумат. По его мнению, имея в виду закономерность перехода м в н, идентификация, очевидно, правомерна.

## Шежире
Род тана, согласно шежире, ведёт своё происхождение от Алау-батыра.
Как полагают, Алау был эмиром Золотоордынского хана Джанибека. Алау участвовал в событиях, связанных с дочерью Джанибека и Аметом, сыном Исы из рода Уйсун. Его сына звали Кыдуар тентек.
Согласно одному из вариантов шежире, Кыдуар имел двух сыновей: Кайырбай и Кыдырбай (Байлы).
От Кайырбая ведут происхождения роды в составе алимулы. Байулы ведут происхождение от Кыдырбая. У Кыдырбая было 12 сыновей. Род тана ведёт своё происхождение от сына Кыдырбая — Султансиыка.
Согласно устным преданиям, род тана наиболее близок следующим родам в составе байулы: кызылкурт, алаша, маскар и байбакты.

## История

### Происхождение
Как полагают ряд исследователей (Д. М. Исхаков, И. Л. Измайлов, Ж. М. Сабитов), алшыны (в том числе род тана) являются потомками алчи-татар, живших в Монголии до XIII века. Согласно Рашид ад-Дину, алшины — это другое имя алчи-татар, которые занимали в Золотой Орде статусные позиции. Возвышение алшинов в Золотой Орде связано с именем Боракчин, жены Бату. Боракчин происходила из племени алчи-татар.
По другой версии, род тана ведёт свое происхождение от туматов. Как считает Р. Г. Кузеев, казахские роды тана, тама, а также башкирский род тамьян родственны между собой и восходят к туматам, ответвлению баргутов.

### Гаплогруппа
Для рода тана и алшынов характерна гаплогруппа C2. Судя по гаплогруппе, прямой предок алшынов по мужской линии происходит родом с Восточной Азии. Генетически алшынам (алимулы и байулы) из народов Центральной Азии наиболее близки баяты, проживающие в аймаке Увс на северо-западе Монголии.

### Расселение
Род тана в XIX веке кочевал рядом с башкирами, между Уралом и Эмбой. Подразделение тана входит также в состав туркмен-йомудов.
Род тана упоминается среди групп, проживавших на территории Лбищенского уезда. Представителей рода тана в уезде было немного, и зимовки их располагались довольно компактно, в двух местах. Несколько общин рода занимали верховья р. Оленты с её притоками, а другие зимовали в западной части песков Когузек. Часть общин рода, кроме того, по согласованию с байбактинцами, зимовавшими по Уралу у крепостей Кулагинская и Гребенщиковская, расселились на зимовках среди них.
На территории Гурьевского уезда кочевали восемь родов байулы (адай, берш, есентемир, иссык, таз, тана, черкеш и кызылкурт), три рода алимулы (кете, каракесек и шекты), род тама из поколения жетыру. Тана зимовали в северо-западном углу уезда, по р. Багырдаю и в песках в урочище Тукбай и Дюся-Кудук-Чагыл.
На территории Букеевской Орды зимовки рода тана находились в южной части Рын-песков, в соседстве с родами берш и кызылкурт.

### Тамга
Род тана имел тамги О и | (Алин, Косеу), т. е. аналогичные тамьянским. Казахские исследователи индентифицируют этнонимы тана и тама и считают их носителей различными ветвями единого в этническом отношении образования. Группы тама и тана наряду с различиями в тамгах обладали и общей тамгой, идентичной с одной из основных тамьянских тамг.

## Известные представители
- Джиембет-батыр — наместник Есим-хана[14].
- Базарбай Джуманиязов — казахский композитор и педагог. Народный артист Казахстана (1991).
- Кубала Куанышкалиулы — казахский поэт-импровизатор и певец.
- Сериков Нурбол Насипкереевич — казахский дзюдоист и самбист.
- Жаханша Досмухамедов — казахский общественный деятель, юрист, один из лидеров западного крыла партии «Алаш».
- Иса Таумышулы Кашкинбаев  — казахский общественно-политический деятель, один из лидеров западного крыла партии «Алаш».